# 앤트로픽
앤트로픽 PBC(Anthropic PBC)는 2021년에 설립된 미국의 인공지능(AI) 스타트업 회사이다. 앤트로픽은 OpenAI의 챗GPT와 구글의 제미나이의 경쟁자로 클로드라는 이름의 대형 언어 모델(LLM) 제품군을 개발했다. 회사에 따르면, 앤트로픽은 "기술 프론티어에서 안전 속성을 연구"하고 이 연구를 활용하여 대중을 위한 안전한 모델을 배포하기 위해 AI를 연구하고 개발한다.
앤트로픽은 다니엘라 아모데이(Daniela Amodei)와 다리오 아모데이(Dario Amodei) 남매를 포함한 전 OpenAI 직원들이 설립했다. 2023년 9월, 아마존은 최대 40억 달러의 투자를 발표했고, 다음 달에는 구글이 20억 달러를 투자하겠다고 약속했다.

## 역사

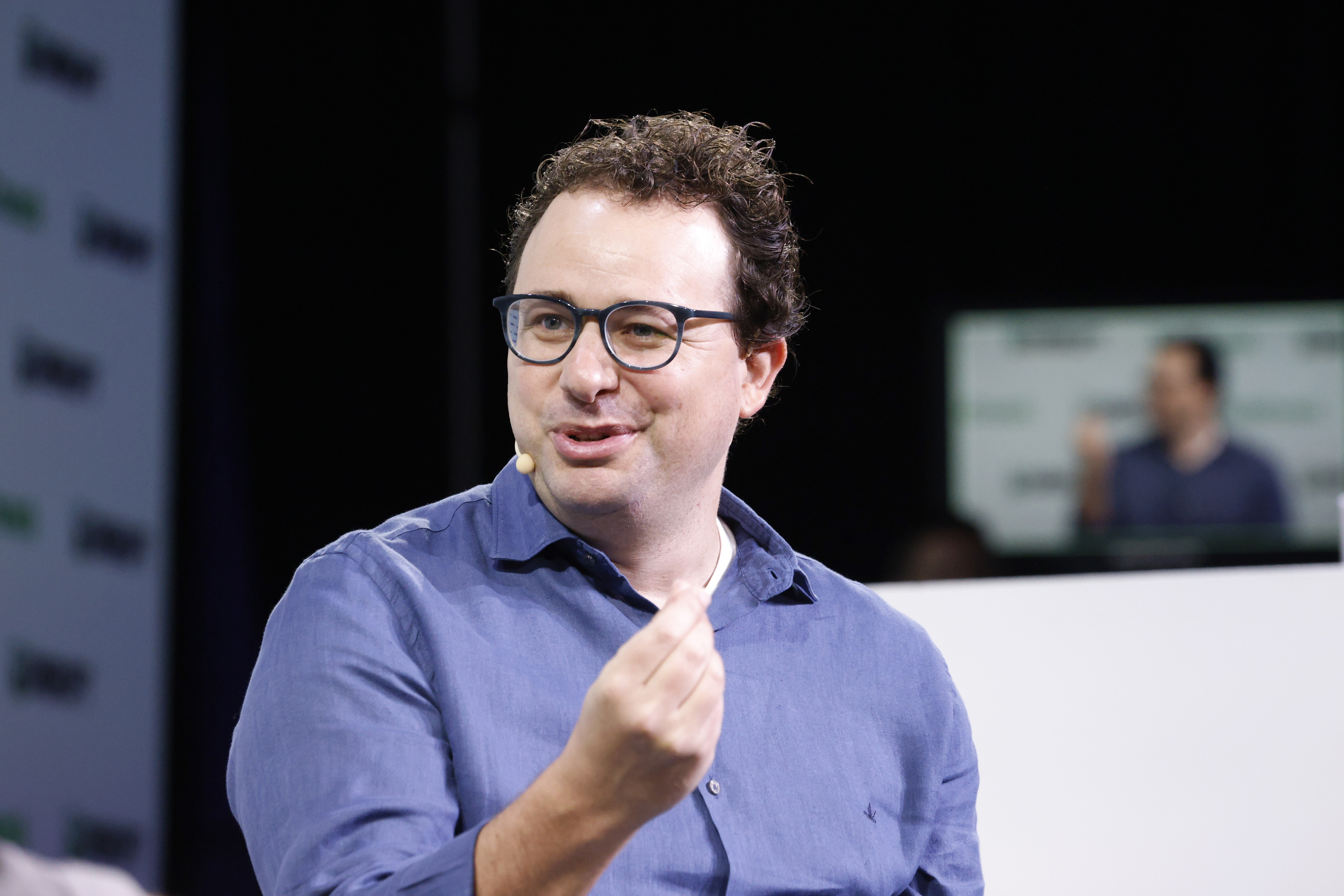
다리오 아모데이, 공동 창립자

### 설립 및 초기 개발 (2021–2022)
앤트로픽은 OpenAI의 연구 부사장으로 재직했던 다니엘라 아모데이와 다리오 아모데이 남매를 포함한 7명의 전 OpenAI 직원들이 2021년에 설립했다.
2022년 4월, 앤트로픽은 샘 뱅크먼프리드의 지휘 아래 FTX로부터 5억 달러의 투자를 포함하여 총 5억 8천만 달러의 자금을 유치했다고 발표했다.
2022년 여름, 앤트로픽은 클로드의 첫 버전을 훈련했지만 출시하지 않았다. 이는 추가적인 내부 안전 테스트의 필요성과 점점 더 강력한 AI 시스템을 개발하기 위한 잠재적으로 위험한 경쟁을 시작하는 것을 피하려는 의도 때문이라고 언급했다.

### 법적 및 전략적 파트너십 (2023)
2023년 2월, 앤트로픽은 텍사스에 기반을 둔 Anthrop LLC로부터 등록 상표인 "Anthropic A.I." 사용에 대한 소송을 당했다. 2023년 9월 25일, 아마존은 앤트로픽과의 파트너십을 발표하며, 초기 12억 5천만 달러를 투자하여 소수 지분 소유자가 되고 총 40억 달러를 투자할 계획을 밝혔다. 이 계약의 일환으로 앤트로픽은 아마존 웹 서비스(AWS)를 주요 클라우드 제공업체로 사용하고 자사 AI 모델을 AWS 고객에게 제공하게 된다. 다음 달, 구글은 앤트로픽에 5억 달러를 투자했으며, 시간이 지남에 따라 추가로 15억 달러를 투자하기로 약속했다.

### 주요 투자 및 인수 (2024)
2024년 3월, 아마존은 전년도 계약에서 잠재적 투자액을 최대로 끌어올려 앤트로픽에 27억 5천만 달러를 추가 투자하여 총 40억 달러의 투자를 완료했다.
2024년 11월, 아마존은 앤트로픽에 40억 달러를 추가 투자한다고 발표했다 (총 투자액은 80억 달러). 여기에는 앤트로픽의 대형 언어 모델 훈련 및 실행을 위해 아마존의 AI 칩 사용을 늘리는 계약이 포함된다.
2024년, 앤트로픽은 얀 라이케, 존 슐만, 더크 킹마를 포함한 OpenAI의 여러 유명 인재들을 영입했다.

## 사업 구조

앤트로픽의 기업 구조

앤트로픽에 따르면, 회사의 목표는 인공지능 시스템의 안전성과 신뢰성을 연구하는 것이다. 아모데이 남매는 방향성 차이로 인해 OpenAI를 떠난 사람들 중 일부였다.
앤트로픽은 델라웨어주의 공익법인 (PBC)으로 법인화했는데, 이는 이사들이 주주들의 재정적 이익과 공익 목적의 균형을 맞출 수 있도록 한다.
앤트로픽의 "장기 이익 신탁"은 "인류의 장기적인 이익을 위한 고급 AI의 책임 있는 개발 및 유지 보수"를 위한 목적 신탁이다. 이 신탁은 PBC의 T급 주식을 보유하고 있으며, 이를 통해 앤트로픽 이사회에 이사를 선출할 수 있다. 2025년 4월 현재, 신탁의 구성원은 닐 버디 샤(Neil Buddy Shah), 카니카 발(Kanika Bahl), 잭 로빈슨(Zach Robinson)이다.
투자자로는 아마존닷컴이 80억 달러, 구글이 20억 달러, 멘로 벤처스가 7억 5천만 달러를 투자했다.

### 주요 직원
- 다리오 아모데이: 공동 창립자 겸 최고 경영자[4]
- 다니엘라 아모데이: 공동 창립자 겸 사장[4]
- 마이크 크리거: 최고 제품 책임자[23][24]
- 얀 라이케: 전 OpenAI 정렬 연구원[25]

## 프로젝트

### 클로드
클로드는 모델 출력에 대한 안전 지침을 설정하기 위해 "헌법적 AI"를 통합한다. "클로드"라는 이름은 수학자 클로드 섀넌을 참조하거나, 알렉사, Siri, 코타나와 같은 다른 AI 비서들의 여성 이름과 대비되는 남성 이름으로 선택되었다.
앤트로픽은 2023년 3월에 클로드와 클로드 인스턴트라는 두 가지 버전의 모델을 처음 출시했는데, 후자는 더 가벼운 모델이다. 다음 버전인 클로드 2는 2023년 7월에 출시되었다. 일부 사용자에게만 제공되었던 이전 클로드와 달리, 클로드 2는 일반에 공개되었다.
클로드 3는 2024년 3월에 Opus, Sonnet, Haiku 세 가지 언어 모델과 함께 출시되었다. Opus 모델이 가장 크다. 앤트로픽에 따르면, 출시 당시 벤치마크 테스트에서 OpenAI의 GPT-4 및 GPT-3.5, 구글의 제미나이 울트라를 능가했다. Sonnet과 Haiku는 각각 앤트로픽의 중간 및 소형 모델이다. 세 모델 모두 이미지 입력을 받을 수 있다. 아마존은 클로드 3를 자사의 클라우드 AI 서비스인 Bedrock에 추가했다.
2024년 5월, 앤트로픽은 클로드 팀 요금제(Claude Team plan)를 발표했는데, 이는 클로드의 첫 기업용 상품이며, 클로드 iOS 앱도 함께 출시되었다.
2024년 6월, 앤트로픽은 클로드 3.5 Sonnet을 출시했는데, 이는 더 큰 클로드 3 Opus에 비해 특히 코딩, 다단계 워크플로우, 차트 해석, 이미지에서 텍스트 추출과 같은 분야에서 벤치마크 성능이 크게 향상되었음을 보여주었다. 3.5 Sonnet과 함께 새로운 Artifacts 기능이 출시되었는데, 클로드는 인터페이스 내의 전용 창에서 코드를 생성하고 웹사이트나 SVG와 같은 특정 코드를 실시간으로 미리 볼 수 있게 되었다.
2024년 10월, 앤트로픽은 클로드 3.5의 개선된 버전을 출시했으며, 클로드가 스크린샷을 찍고, 클릭하고, 텍스트를 입력할 수 있게 하는 "컴퓨터 사용"이라는 베타 기능도 함께 출시했다.
2024년 11월, 팔란티어는 앤트로픽 및 아마존 웹 서비스와 파트너십을 맺고 미국 정보 및 국방 기관에 클로드 3 및 3.5에 대한 액세스를 제공한다고 발표했다. 팔란티어에 따르면, 이는 클로드가 "기밀 환경"에서 사용되는 첫 사례이다.
2024년 12월, 클로드 3.5 Haiku가 웹 및 모바일 플랫폼의 모든 사용자에게 제공되었다.
2025년 2월, 클로드 3.7 Sonnet이 모든 유료 사용자에게 도입되었다. 이는 "하이브리드 추론" 모델(간단한 쿼리에는 직접 응답하고 복잡한 문제에는 더 많은 시간을 할애하는 모델)이다.

### 헌법적 AI
앤트로픽에 따르면, 헌법적 AI(Constitutional AI, CAI)는 AI 시스템을 인간의 가치와 일치시키고 유용하고 무해하며 정직하도록 보장하기 위해 개발된 프레임워크이다. 이 프레임워크 내에서 인간은 AI 시스템의 원하는 행동을 설명하는 일련의 규칙을 제공하는데, 이를 "헌법"이라고 한다. AI 시스템은 생성된 출력을 평가한 다음 AI 모델을 헌법에 더 잘 맞도록 조정한다. 이 자체 강화 과정은 해를 피하고, 선호를 존중하며, 정확한 정보를 제공하는 것을 목표로 한다.
클로드 2의 헌법 원칙 중 일부는 1948년 세계 인권 선언 및 애플의 서비스 약관과 같은 문서에서 파생되었다. 예를 들어, 클로드 2의 CAI에 적용된 유엔 선언의 한 규칙은 "자유, 평등, 형제애를 가장 지지하고 장려하는 답변을 선택해 달라"고 명시한다.

### 해석 가능성 연구
앤트로픽은 또한 기계 학습 시스템의 해석 가능성에 대한 연구를 발표하며, 트랜스포머 아키텍처에 중점을 둔다.
앤트로픽 연구의 일부는 클로드와 같은 생성형 사전 훈련 트랜스포머에서 "특징"을 자동으로 식별하는 것을 목표로 한다. 신경망에서 특징은 개념에 해당하는 신경 활성화 패턴이다. 2024년, 앤트로픽은 "사전 학습"이라는 컴퓨팅 집약적인 기술을 사용하여 클로드에서 수백만 개의 특징을 식별할 수 있었는데, 예를 들어 골든게이트교와 관련된 특징도 포함되었다. 특징을 식별하고 편집하는 능력을 향상시키는 것은 중요한 안전상의 함의를 가질 것으로 예상된다.
2025년 3월, 앤트로픽의 연구는 다국어 LLM이 정보를 개념 공간에서 부분적으로 처리한 후 적절한 언어로 변환한다는 것을 시사했다. 또한 LLM이 때때로 미리 계획할 수 있다는 증거도 발견했다. 예를 들어, 시를 쓸 때 클로드는 잠재적인 운율 단어를 식별한 후 이 단어들 중 하나로 끝나는 줄을 생성한다.

### 미국 군사 및 정보
앤트로픽은 2024년 11월에 팔란티어 및 아마존 웹 서비스와 파트너십을 맺고 미국 정보 및 국방 기관에 클로드 모델을 제공했다. 앤트로픽의 CEO 다리오 아모데이는 미국 군대와 협력하는 것에 대해 다음과 같이 말했다.
국방 및 정보 환경에서 AI를 절대 사용해서는 안 된다는 입장은 저에게는 말이 되지 않습니다. 무모하게 모든 것을 만들고 싶어한다는 입장 — 심지어는 최후의 심판 병기까지 포함해서 — 그것은 분명히 미친 짓입니다. 우리는 중간 지점을 찾으려고 노력하고 있으며, 책임감 있게 일을 처리하고 있습니다.
2025년 6월, 앤트로픽은 "클로드 고브(Claude Gov)" 모델을 발표했다. 아르스 테크니카는 2025년 6월 현재 이 모델이 여러 미국 국가 안보 기관에서 사용 중이라고 보도했다.

## 법적 문제
2023년 10월 18일, 앤트로픽은 콩코드, 유니버설, ABKCO 및 기타 음악 출판사로부터 "저작권이 있는 노래 가사를 체계적이고 광범위하게 침해"했다는 소송을 당했다. 이들은 회사가 저작권이 있는 자료를 노래 가사 형태로 허가 없이 사용했다고 주장했다. 원고들은 저작권법 침해를 이유로 앤트로픽이 침해한 각 저작물에 대해 최대 15만 달러의 손해 배상을 요구했다. 소송에서 원고들은 앤트로픽의 클로드 모델이 케이티 페리의 "Roar"와 글로리아 게이너의 "I Will Survive"와 같은 노래에서 복사된 가사를 출력한 여러 사례를 인용하며 저작권 침해 주장을 뒷받침했다. 또한, 원고들은 노래 제목을 직접 명시하지 않은 일부 프롬프트에도 불구하고 모델이 원본 작품을 기반으로 수정된 가사로 응답했다고 주장했다.
2024년 1월 16일, 앤트로픽은 음악 출판사들이 불합리하게 피해를 입지 않았으며 원고가 언급한 사례들은 단순한 버그였다고 주장했다.
2024년 8월, 캘리포니아주에서 앤트로픽을 상대로 저작권 침해 혐의로 집단 소송이 제기되었다. 소송은 앤트로픽이 커크 월리스 존슨, 안드레아 바르츠, 찰스 그레버를 포함한 참가자들의 작품을 불법 복제하여 LLM에 학습시켰다고 주장한다.
2025년 6월, 레딧은 앤트로픽이 사용자 계약을 위반하여 웹사이트에서 데이터를 스크랩하고 있다고 주장하며 소송을 제기했다.

## 같이 보기
- AI 정렬
- 친절한 인공지능
- 모델 컨텍스트 프로토콜